# Hermann Hofer von Lobenstein
Karl Heinrich Hermann Freiherr Hofer von Lobenstein (* 7. Februar 1804 in Erfurt; † 9. Oktober 1872 in Berlin) war ein preußischer Generalleutnant und seit 1862 Erbherr auf Wildenstein.

## Leben

### Herkunft
Hermann war ein Sohn des preußischen Majors Karl Friedrich Hofer von Lobenstein (1759–1828) und dessen Ehefrau Karoline Wilhelmine, geborene Krutisch (1780–1813).

### Militärkarriere
Hofer besuchte das Berliner Kadettenhaus und wurde am 28. Juli 1821 als Sekondeleutnant dem 2. Infanterie-Regiment der Preußischen Armee überwiesen. Vom 1. April bis zum 30. September 1824 war er zum Lehr-Infanterie-Bataillon kommandiert. Im Jahr 1829 wurde er Bataillonsadjutant und am 30. März 1830 als Adjutant zum Generalkommando des I. Armee-Korps kommandiert. Anlässlich der Revue von Kalisch erhielt er 1835 den Orden der Heiligen Anna III. Klasse und avancierte Mitte Februar 1846 zum Premierleutnant. Unter Belassung in seiner Stellung beim Generalkommando wurde Hofer am 8. September 1840 als Kapitän dem 35. Infanterie-Regiment aggregiert. Vom 31. Mai 1841 bis zum 29. März 1844 war er Adjutant der 5. Division und anschließend als Kompaniechef im 13. Infanterie-Regiment tätig. Unter Beförderung zum Major erfolgte ab dem 21. März 1848 eine Verwendung als etatsmäßiger Stabsoffizier im 16. Infanterie-Regiment. Am 21. Juli 1849 wurde er als Kommandeur des I. Bataillons im 16. Landwehr-Regiment nach Soest versetzt. Am 18. Juni 1850 kam er als Bataillonskommandeur in das Kaiser Alexander Grenadier-Regiment und stieg Mitte März 1853 zum Oberstleutnant auf.
Hofer wurde am 14. August 1856 zum Kommandanten von Erfurt ernannt und am 3. Oktober 1856 à la suite seines bisherigen Regiments gestellt. Am 4. April 1857 wurde er Kommandeur des in Frankfurt am Main stationierten 38. Infanterie-Regiments (6. Reserve-Regiment) und zugleich mit dem Kommando aller preußischen Truppen in der Stadt beauftragt. Daran schloss sich am 22. November 1858 eine Verwendung als Kommandeur der 6. Infanterie-Brigade in Stettin an. In dieser Stellung wurde Hofer am 31. Mai 1859 Generalmajor und anlässlich der Krönungsfeierlichkeiten von König Wilhelm I. am 18. Oktober 1861 mit dem Roten Adlerorden II. Klasse mit Eichenlaub ausgezeichnet. Unter Verleihung des Charakters als Generalleutnant wurde Hofer am 4. Januar 1864 mit Pension zur Disposition gestellt. Er starb am 9. Oktober 1872 in Berlin.

### Familie
Hofer heiratete am 17. Oktober 1833 in Königsberg Natalie Freiin von Esebeck (1815–1882), eine Tochter des Generalleutnants von Esebeck, sie wurde am 12. Juli 1882 auf dem Invalidenfriedhof beigesetzt. Das Paar hatte mehrere Kinder:
- Karl Friedrich Adolf Hermann (1835–1896), Amtsgerichtsrat

⚭ 1867 Adelheid von Priem (1850–1875), Tochter von Georg Heinrich von Priem
⚭ 1881	Ida von Seckendorff (* 1849)
- Karoline Therese Friederike Natalie (1838–1906) ⚭ 1862 Friedrich Malotki von Trzebiatowski (1830–1912), preußischer Generalmajor